# Sebastjan Tuhtar
Sebastjan Tuhtar, slovenski nogometaš, * 23. oktober 1995, Celje.
Igra v avstrijskem klubu SC Stainz 1922 na poziciji centralnega ofenzivnega zveznega igralca.

## Klubska kariera

### Slovenija
Kot otrok je v nižjih kategorijah igral za NK Šentjur. Leta 2011 se je s šestnajstimi leti pridruil nogometni akademiji NK Celja, kjer je igral dve leti. Igral je na poziciji ofenzivnega zveznega igralca, napadalca in krilnega napadalca. Leta 2013 se je nato vrnil v matični klub NK Šentjur in tam igral v tretji slovenski nogometni ligi. Igral je na preko 50 tekmah in zadel preko 20 golov. 
Poleti 2019 se je odločil, da svojo nogometno pot nadaljuje v sosednji Avstriji.  

### Avstrija
Do sedaj je igral za dva različna kluba. Polovico sezone 2019–2020 je odigral za SV Heimschuh, sedaj pa igra za SC Stainz 1992. Doslej je na 34 tekmah v Avstriji dosegel 15 golov.